# آبخاز
آبخازستان (به روسی: Абхазия) یا جمهوری آبخازستان (به روسی: Республика Абхазия) نام یک استان واقع در غرب گرجستان و کرانهٔ شرقی دریای سیاه است که حدود ۲۴۲ هزار نفر جمعیت دارد که بیشترشان تابعیت روسی دارند. در فارسی، به پیروی از روسی نام آبخاز را گاه «ابخازیا» و به پیروی عربی گاه «آبخازیه» هم نوشته‌اند.
وضعیت سیاسی آبخاز مسئله اصلی درگیری میان گرجستان و آبخازستان و همچنین از دلایل تنش در روابط گرجستان و روسیه است. در حالی‌که گرجستان کنترل خود را بر آبخازستان از دست داده، دولت گرجستان و اکثر کشورهای عضو سازمان ملل متحد، آبخازستان را قانوناً بخشی از گرجستان می‌دانند. قانون اساسی گرجستان، آبخازستان را به‌عنوان جمهوری خودگردان آبخازستان تعریف می‌کند. در همین حال، آبخازستان توسط روسیه، ونزوئلا، نیکاراگوئه، نائورو و سوریه به‌عنوان یک کشور مستقل به‌رسمیت شناخته شده است.
مرکز جمهوری آبخازستان، بندر سوخومی است که در ساحل دریای سیاه واقع است.
حدود ۶۰٪ مردم آبخازستان مسیحی، ۱۸٪ مسلمان، ۸٪ پیرو آیین‌های بومی قدیمی آبخاز و ۸٪ نیز بی‌دین هستند. واحد پولی آبخازستان روبل است و مردم آن هم برای تردد به سایر کشورها از گذرنامه روسی استفاده می‌کنند.
سرزمین آبخازها در جنگی که پس از فروپاشی اتحاد جماهیر شوروی در سال‌های ۱۹۹۲ و ۱۹۹۳ میلادی رخ داد از گرجستان جدا شد، و در سال ۱۹۹۹ رسماً اعلام خودمختاری کرد. این حرکت، آبخازستان را با تحریم‌های بین‌المللی مواجه کرد. نیروهای نظامی روسیه و گرجستان در سال ۲۰۰۸ بر سر دو منطقه جدایی‌طلب آبخازستان و اوستیای جنوبی درگیری نظامی داشتند و تنش‌ها میان دو کشور همچنان بالا است.

## نام
در متون فارسی و عربی نام آبخاز به صورت آبخازیه و آبخازستان آمده است. در فارسی در زمان قاجار به آن آبخیزستان هم می‌گفتند. مردم آسیای کوچک آن را آبازا می‌نامیدند در منابع باستان نام آبخاز به صورت آپسوا، آباسکوی و آباسگی آمده است. این منطقه در روسی آبخازیا نام دارد.
واژه آبخاز از ریشه زبان محلی این ناحیه و معنی آن «سرزمین میرندگان» است. در ادب عامه، نام آبخاز را ترجیحاً «سرزمین روح و روان» ترجمه می‌کنند.

## تاریخ
این منطقه جزو پادشاهی کولخیس بود و بعدها بخشی بزرگ از آن جزو پادشاهی لازیکا بود. لازها گروهی از گرجی‌ها هستند که به زبان لازی که کارتولی است سخن می‌گویند. مهاجرانی که آبخازی نامیده شدند از دسته شمال غربی یا آدیگی هستند و به کارتولی‌ها ربطی ندارند. در دوره کولخیس یونانی‌ها در خارج از این منطقه ساکن می‌شوند و بعدها آبخازی نامیده شدند و گرچه یک پادشاهی با نام پادشاهی آبخازیا ایجاد شد ولی همه مردم گرجی بودند. آبخاز در سدهٔ دوم پیش از میلاد تابع مهرداد ششم فرمانروای دولت پونتوس شد. از اواخر سدهٔ نخست میلادی رومیان به آبخاز حمله کردند. از سدهٔ چهارم تا ششم میلادی دولت روم شرقی بتدریج در آبخاز نفوذ کرد. بنا به نوشته مورخان رومی آبخاز بخشی از سرزمین لازستان بود. خصی کردن بردگان آبخازی یکی از کارهای زشت رومیان به‌شمار می‌رفت. آبخازستان همانند دیگر نواحی گرجستان مورد نزاع دولت‌های روم شرقی و ایران ساسانی بود. فشار رومیان سبب می‌شد که مردم آبخاز به شاهان ساسانی توسّل جویند.
۲۳ سپتامبر سال ۵۴۲ میلادی و در زمان پادشاهی خسرو انوشیروان، ارتش ایران شهر بندری سوخومی در آبخاز را از رومیان پس گرفت. رومی‌ها که نام این شهر را به سباستوپولیس تغییر داده بودند پیش از عقب‌نشینی از شهر، بسیاری از ساختمان‌ها و ازجمله ارگ شهر را ویران ساخته بودند. ارگ ویران‌شده شهر که بعداً بر اثر پیشروی دریا به زیر آب فرورفته است اخیراً توسط باستان شناسان شناسایی شده است.
در حدود سال ۶۴۳ میلادی، ۲۲ هجری عمر بن خطاب، سراقة بن عمرو را مأمور فتح قفقاز کرد. سراقة، جیب بن مسلم قهری را مأمور گرجستان کرد و او مردم گرجستان، از جمله آبخاز را به پرداخت جزیه ملزم کرد. در سال‌های ۱۲۰–۱۱۸ هجری سپاهیان بنی امیه شهر سوخومی را ویران کردند. آبخاز در سال‌های ۳۳۹–۳۳۶ هجری از رونق فراوان برخوردار بود.
از این زمان به بعد دودمان باگراتیونی گرجستان بر آبخاز فرمانروایی یافتند. در سده‌های پنجم تا هفتم هجری فرهنگ، زبان و خط گرجی جانشین فرهنگ بیزانسی شد. تا عهد مغولان دودمان باگراتیونی فرمانروای آبخاز بودند. مدتی سلطان جلال‌الدین منکبرنی یا همان خوارزمشاه در بلاد گرجستان عنوان شاه آبخاز را داشت که به صورت ملک‌الملوک آبخاز و گرجیان نوشته شده است.
در میانه‌های سده نهم هجری دولت عثمانی به آبخاز لشکر کشید و اراضی ساحلی آبخاز به ویژه سوخوم به پایگاه نظامی دولت عثمانی تبدیل شد. با ورود سپاهیان عثمانی، دین اسلام در میان آبخازها گسترش یافت، ولی مسیحیت نیز همچنان به حیات خود ادامه داد. آبخازها در سده دوازدهم هجری علیه دولت عثمانی دست به شورش زدند و لشکریان ترک را از دژ سوخوم بیرون راندند.
آبخازها در سال ۱۸۱۰ میلادی تحت‌الحمایگی دولت روسیه را پذیرفتند. در سال ۱۸۶۶ میلادی آبخازها علیه دولت روسیه سر به شورش برداشتند و گروه کثیری از آنان که اغلب مسلمان بودند، به ترکیه مهاجرت کردند. پس از جنگ روسیه و عثمانی در سال‌های ۱۸۷۸–۱۸۷۷ میلادی (۱۲۹۵–۱۲۹۴ هجری) بار دیگر گروهی از آبخازها به شبه جزیره آناتولی مهاجرت کردند. سال ۱۹۲۱ میلادی حکومت شوروی در آبخاز مستقر شد و این سرزمین در فوریهٔ ۱۹۲۲ به صورت بخشی از سرزمین اتحاد جماهیر شوروی درآمد.
سرزمین آبخازها در جنگی که پس از فروپاشی اتحاد جماهیر شوری در سال‌های ۱۹۹۲ و ۱۹۹۳ میلادی رخ داد از گرجستان جدا شد، و در سال ۱۹۹۹ رسماً اعلام خودمختاری کرد. اقدامی که منطقه آبخاز را با تحریم‌های بین‌المللی مواجه کرد. مقامات آبخازی سرانجام در سال ۲۰۰۸ میلادی با استفاده از فضای به وجود آمده پس از تهاجم ارتش گرجستان به اوستیای جنوبی و مداخله روسیه در حمایت از استقلال اوستیای جنوبی، اعلام استقلال کردند. پس از این رویداد، روسیه از استقلال آبخازستان حمایت کرد و با گسترش روابط پایدار خود با آبخاز به اصلی‌ترین شریک و متحد آبخاز تبدیل شد. به همین علت، اقتصاد منطقه آبخاز کاملاً متکی به روسیه است.

## جغرافیا
مساحت جمهوری آبخازستان ۸٫۷۰۰ کیلومتر مربع است. آبخاز شامل مناطق کوهستانی از رشته کوه‌های قفقاز تا کرانهٔ دریای سیاه است که از ریزشگاه رود اینگوری تا ناحیهٔ گاگرا امتداد دارد.

## مردم
ترکیب قومی آبخاز متنوع است. آبخازها ۵۰٫۷ درصد، گرجی‌ها ۱۹٫۲؛ ارامنه ۱۷٫۴ درصد و روس‌ها ۹٫۱ درصد از جمعیت آبخازیا را تشکیل می‌دهند. در مورد شمار آبخازها اختلاف نظر وجود دارد. آکینر شمار آن‌ها ۸۳٫۰۹۷ نفر و بنیگسن ۹۱٫۰۰۰ نفر نوشته‌اند (طبق آمار سال ۱۹۷۹). زبان آبخازی به گروه زبان‌های شمال باختری قفقاز تعلق دارد و شامل دو لهجه بزیب و گوائوتا است. بخشی از آبخازها مسلمان و اهل سنت هستند و تعدادی از آن‌ها در ترکیه سکونت دارند و از مهاجرین محسوب می‌شوند. درصد بالایی نیز با قومیت گرجی از قدیم‌الایام ساکن این منطقه بوده‌اند ولی باتوجه به اینکه درگیری‌هایی در این منطقه برای جداکردن خاک آبخاز پس از فروپاشی اتحاد جماهیر شوروی، بین جدایی طلبان آبخاز و نیروهای دولت مرکزی گرجستان انجام گرفت، ساکنین با قومیت گرجی را مجبور به ترک خاک آبخاز نمودند. روسیه همیشه سعی در جدایی این منطقه از گرجستان داشته است.

## سیاست
پس از استقلال گرجستان در سال ۱۳۷۰ (۱۹۹۱)، ادوارد شواردنادزه وزیر خارجه پیشین اتحاد جماهیر شوروی، به عنوان نخستین رئیس‌جمهور گرجستان، قدرت را در دست گرفت. بلافاصله پس از استقلال گرجستان، بر سر حاکمیت بر جمهوری‌های خودمختار اوستیای جنوبی و آبخازستان بین روسیه و گرجستان اختلاف درگرفت.
روسیه اجازه نداد که گرجستان، حاکمیت خود را بر این دو سرزمین اعمال کند. ضعف گرجستان و نیز نزدیکی دولت وقت - به ویژه شخص شواردنادزه - به روسیه، سبب شد که حکومت گرجستان تن به مصالحه با حکومت روسیه بدهد. گرجستان همچنین پذیرفت با حضور نیروهای روسی در این دو منطقه مخالفت نکند.

## اقتصاد
پس از اعلام استقلال آبخاز در ۲۰۰۸، روسیه از استقلال آبخاز حمایت کرد و به اصلی‌ترین شریک و متحد آبخازستان تبدیل شد. به همین علت، اقتصاد منطقه آبخاز کاملاً متکی به روسیه است و واحد پولی آبخازیا روبل است.
اقتصاد آبخاز با روسیه پیوندهای گوناگونی دارد. آبخاز به علت برخورداری از سواحل زیبا، یک مکان تفریحی برای روس‌ها به‌شمار می‌رود. آبخازیا سکونت‌گاه تفریحی دوم برای روس‌ها بعد از سوچی است و به دلیل قیمت ارزان هتل‌ها، مکان مناسبی برای تفریح است.

## فرهنگ
از نویسندگان آبخازی که چندین بار جوایز ادبی دولتی در دوره شوروی و سپس روسیه دریافت کرد فاضل اسکندر بود. فاضل عبدلوویچ اسکندر در سال ۱۹۲۹ از پدری ایرانی و مادری اهل آبخاز در بندر سوخومی به دنیا آمد. اسکندر که با نوشتن طنز در دوره حکومت شوروی به شهرت رسید، بسیاری از تابوهای سیاسی حکومت کمونیستی را شکست. بسیاری از آثار او نوشته‌های فکاهی دربارهٔ زندگی روزمره در قفقاز بود.

## نگارخانه

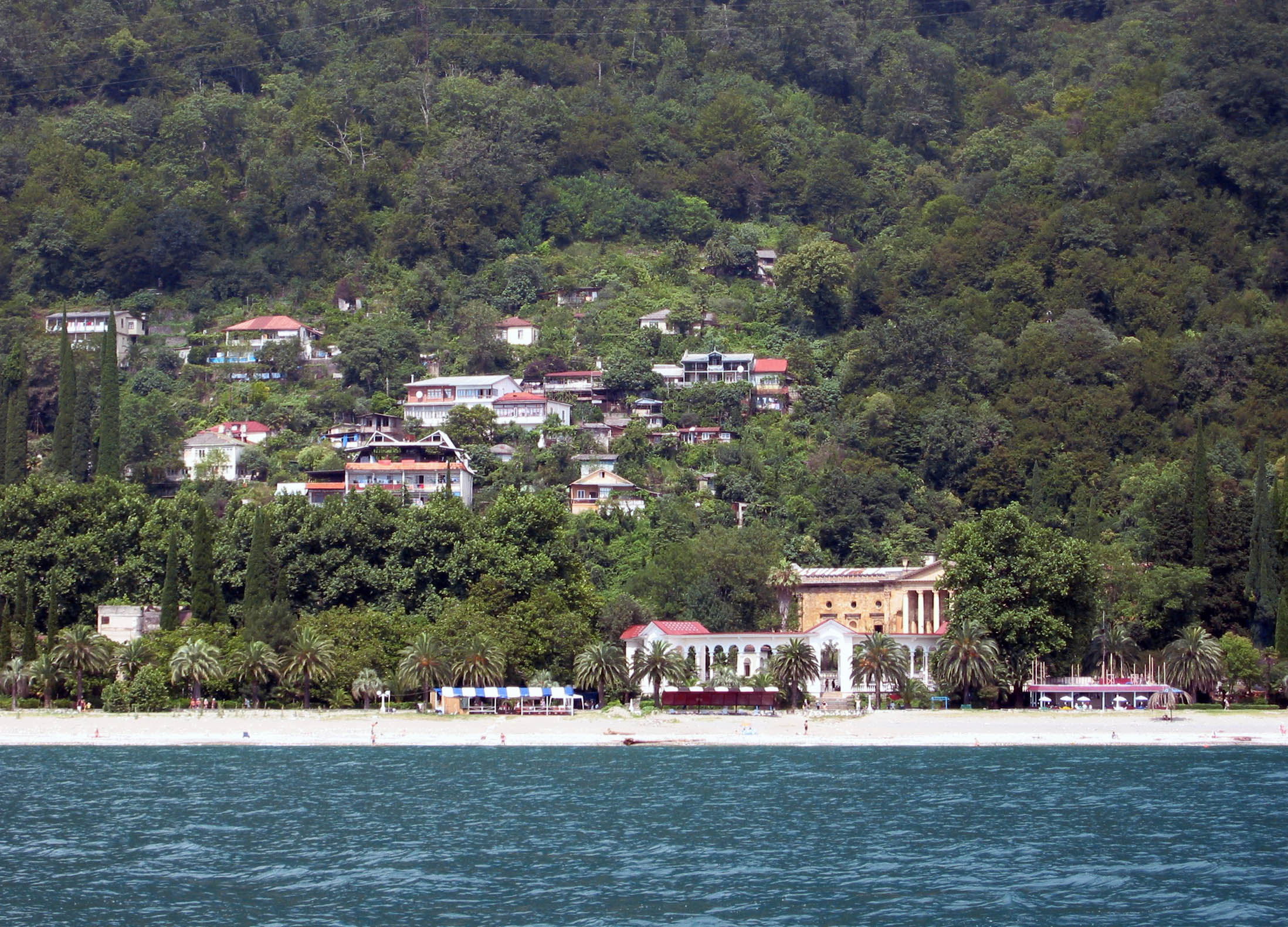
گاگرا

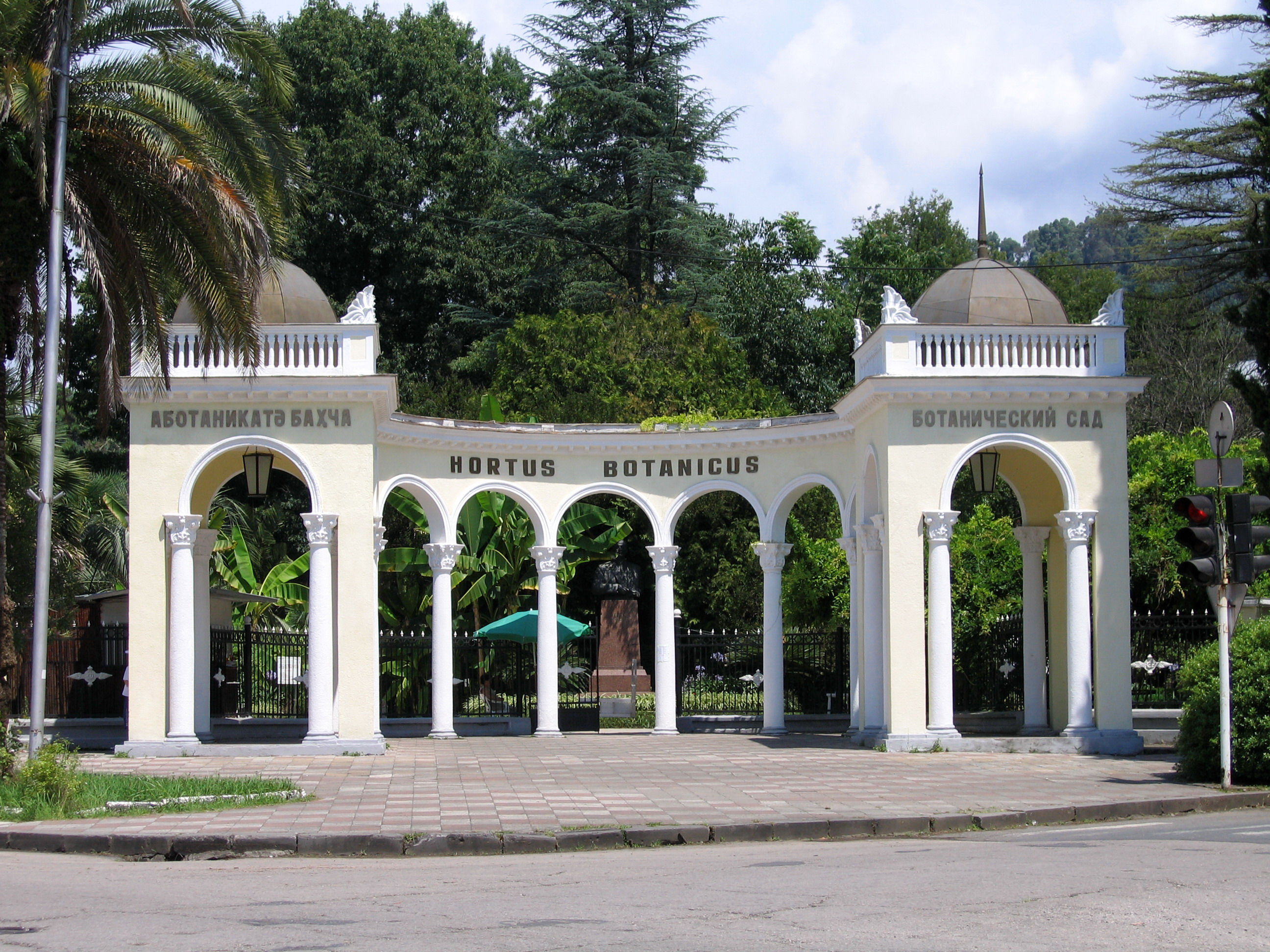
باغ گیاه‌شناسی در سوخومی

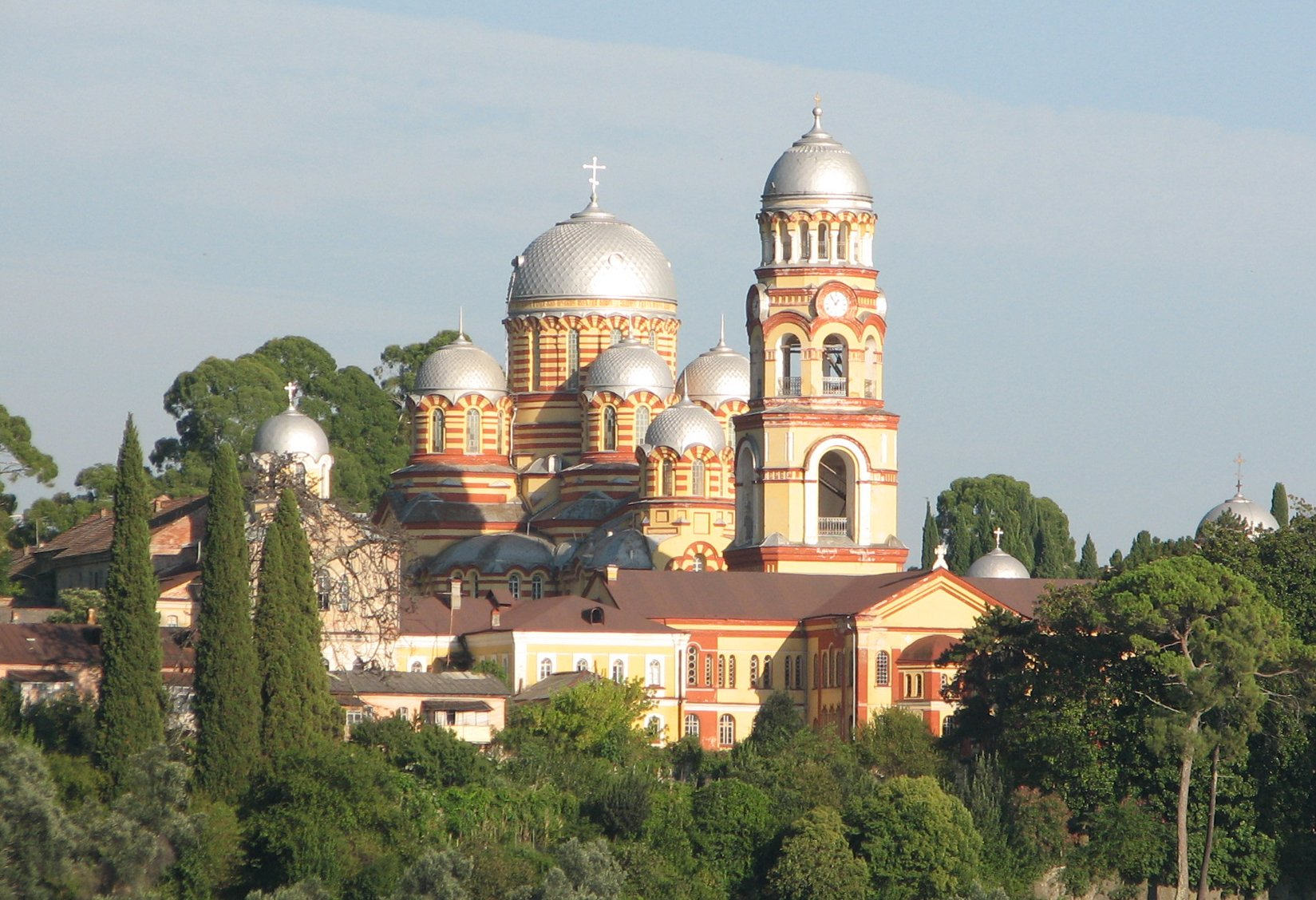
یک معبد آتوس

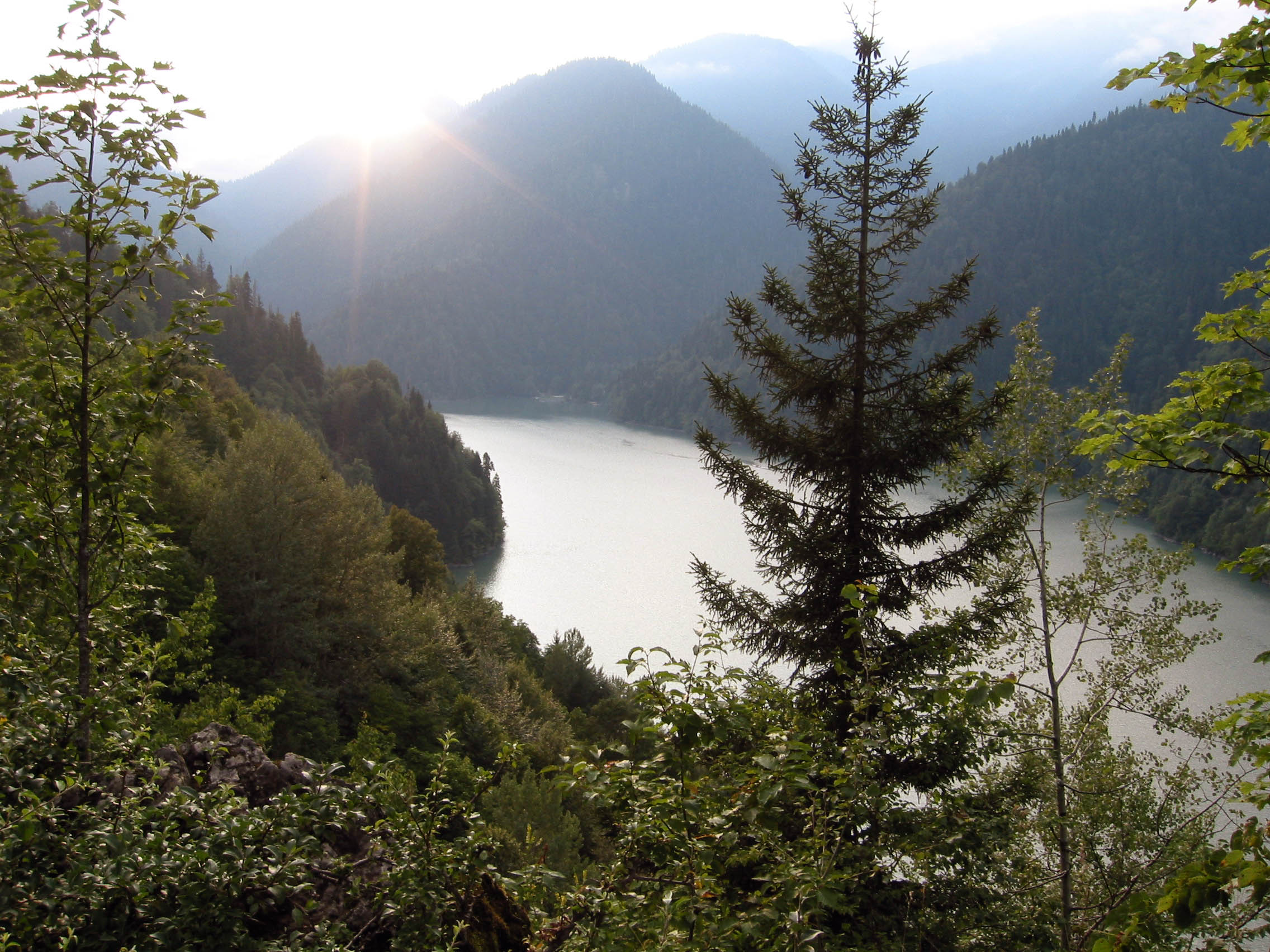
دریاچه ریتسا

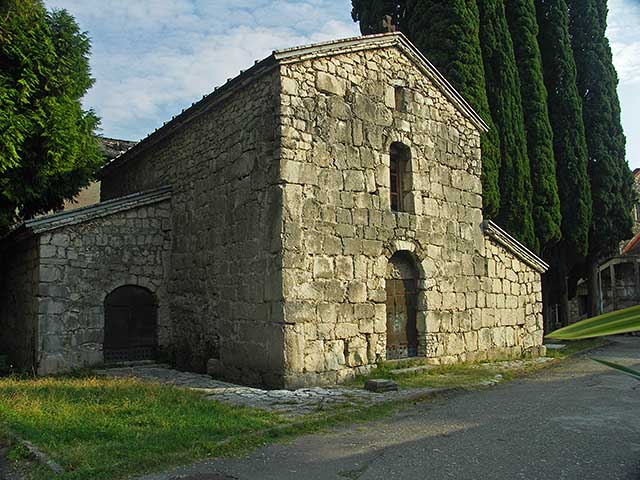
کلیسای گاگرا